# Робинзон Крузо (остров)
 Тази статия е за острова до Чили.  За други значения вижте Робинзон Крузо.  
Островът Робинзон Крузо (на испански: Isla Robinsón Crusoe), до 1966 г. известен като остров Más a Tierra (Близо до земята), е най-големият остров от архипелага Хуан Фернандес, който е под чилийски контрол. Разположен е на 674 km западно от Южна Америка в южната част на Тихия океан. Архипелагът се състои от 3 острова – Робинзон Крузо, Алехандро Селкирк и малкия остров Санта Клара.
Островът се отличава с планински и хълмист терен, като най-високата точка връх El Yunque се намира на 916 m над морското равнище. Интезивна ерозия е довела до образуването на стръмни долини. В югозападната част на острова се е формирал тесен полуостров, наречен Cordon Escarpado.
Тук е мястото, където морякът Александър Селкирк е бил изоставен през 1704 г. и е прекарал 5 години в абсолютна самота. Смята се, че той е вдъхновил Даниел Дефо да напише класическия роман Робинзон Крузо. Съобразявайки се с литературните асоциации, свързани с острова, през 1966 г. правителството на Чили го преименува на о-в Робинзон Крузо.
От 1977 г. трите острова са обявени за биосферни резервати с особено голяма значимост поради големия брой представители на флората и фауната, които са ендемити. Особено известно сред тях е червеното колибри.
Населението на о-в Робинзон Крузо наброява 500-600 души, които живеят в селото Сан Хуан Баутиста (San Juan Bautista).
Стотици туристи посещават острова годишно. Сред главните атракции е водолазното гмуркане.